# Chrystynivka
Chrystynivka (in ucraino Христинівка?) è una città ucraina (9879 abitanti) nel distretto di Uman', nell'oblast' di Čerkasy. Ospita l'amministrazione della comunità territoriale di Chrystynivka, una delle comunità territoriali dell'Ucraina.
Fino al 18 luglio 2020 Chrystynivka è stata il centro amministrativo del distretto di Chrystynivka, abolito come parte della riforma amministrativa dell'Ucraina, che ha ridotto a quattro il numero dei distretti dell'oblast' di Čerkasy. L'area del distretto di Chrystynivka è stata fusa nel distretto di Uman'.